# Haematomis radians
Haematomis radians là một loài bướm đêm thuộc phân họ Arctiinae, họ Erebidae.